# 英格兰东部救护服务局
英格兰东部救护服务局（英語：East of England Ambulance Service NHS Trust，EEAST）是负责在英格兰东部地区貝德福德郡、劍橋郡、埃塞克斯郡、赫特福德郡、诺福克郡和薩福克郡提供国民保健署（NHS）救護車服务的机构。覆盖580万人和7500平方英里区域。
它是向英格兰提供緊急醫療服務的10个紧急医疗机构之一，并且是国民保健署的一部分，因其作用获得了政府的直接资助。病人使用该服务是免费的，根据《病人宪章》，英国的每个人都有权在紧急情况下让一辆救护车上场。
除提供紧急救护车服务外，基金会还提供非紧急病人运输服务，商业服务和特殊行动，例如紧急计划和危險物質事件响应。该服务还支持许多紧急慈善机构，例如空中救护车，为严重事故提供医护人员。
救护服务局控制着整个地区的重症监护慈善机构的动员。其中包括Magpas（空中救難；HEMS），Essex＆Herts空中救护车（HEMS），East Anglian空中救护车（HEMS），BASICS Essex事故救援服务（BEARS），SARS，NARS和BASICS Hertfordshire。如果发生重大事故，需要一支以上的重症监护团队，并且该地区其他团队正在最大负荷运作，该服务还可以根据需要动员伦敦的空中救护车，甚至动员肯特、萨里和苏塞克斯空中救护车。创伤小组由位于切姆斯福德（Chelmsford）控制室的重症监护服务台的重症监护护理人员派遣，该急救人员会对收到的每个呼叫进行分流，并就是否派遣重症监护资源做出临床决策。

## 历史
该救护服务局是贝德福德郡和赫特福德郡救护服务局，东英吉利救护服务局和埃塞克斯救护服务局三方合并后于2006年7月1日成立的。合并后的服务覆盖了超过7,500平方英里（19,000平方）土地和580万的人口，每年可接听超过一百万次999紧急电话。
东英格兰救护服务局是由剑桥郡，诺福克和萨福克救护服务局合并后于1994年成立的。
2009年，在对一个救护站进行检查后，该机构受到护理质量委员会的谴责，在100个救护站中发现有7辆救护车“脏乱”，工作人员“不了解感染预防和控制的基本措施”。该服务对其救护车清洁计划进行了“紧急和全面的审查”，并重申了确保患者安全的立场，并补充说，“要确保始终如一的高清洁度标准是一项挑战”，该服务站遍布六个县，占地7500平方公里英里。

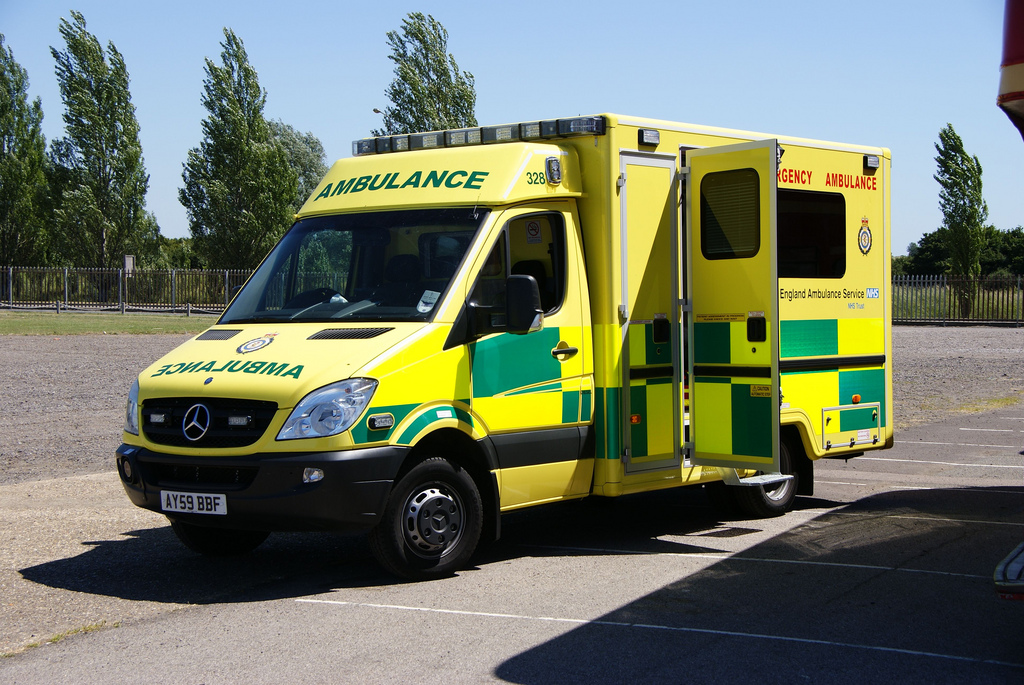
2010年梅赛德斯短跑双排救护车（DCA）

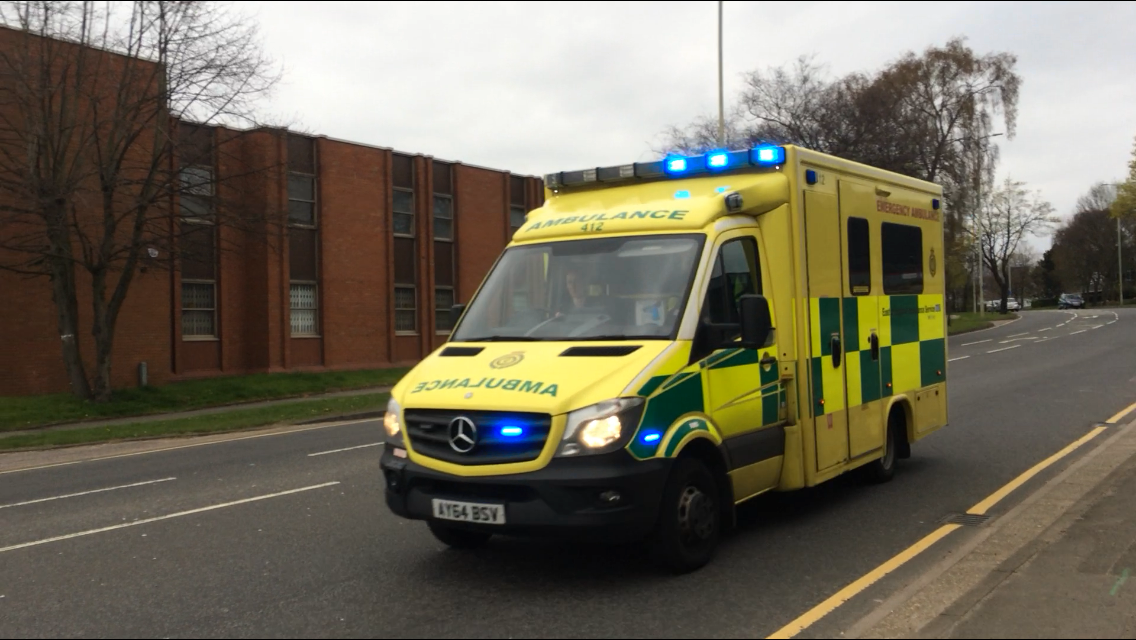
一辆用于应对紧急情况的 2014 DCA

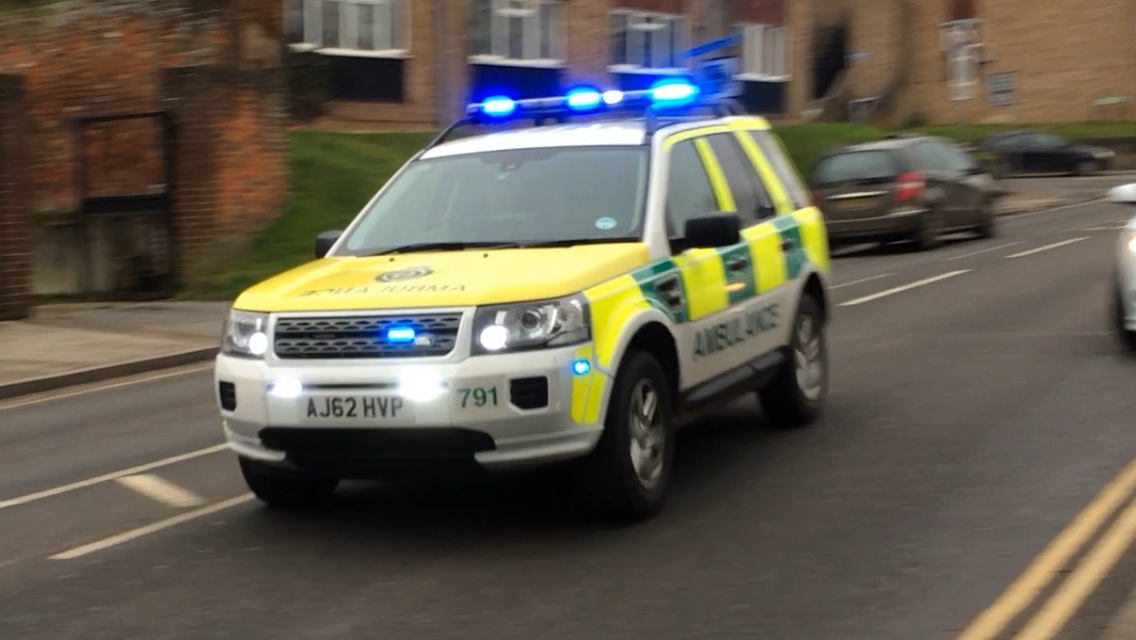
值班人员快速反应时使用的路虎神行者

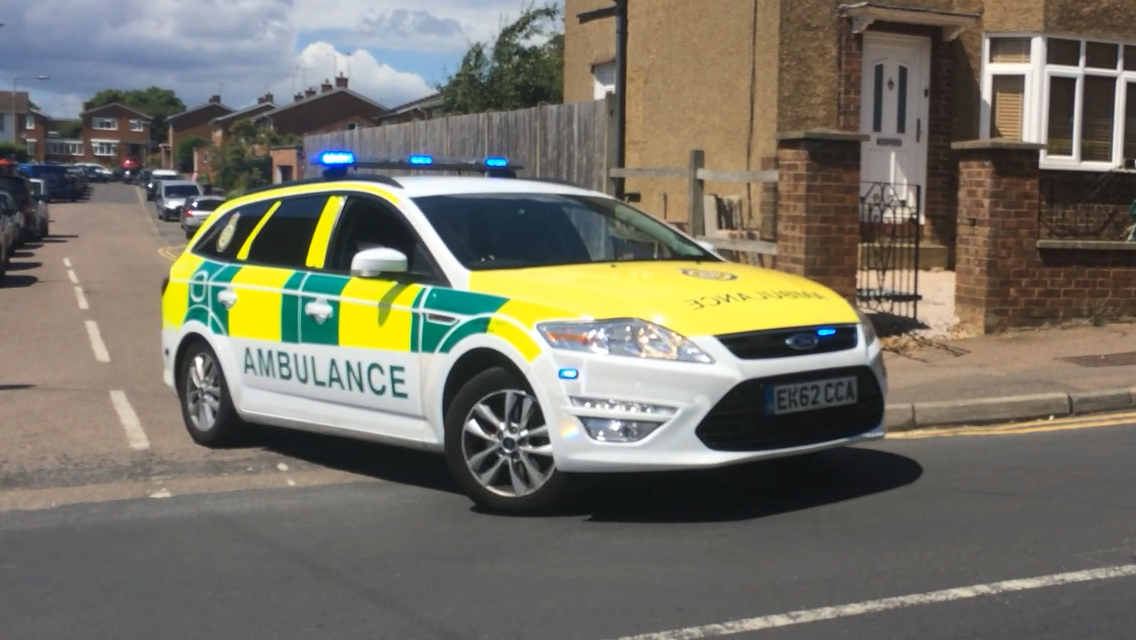
在赫特福德郡希钦的福特蒙迪欧RRV

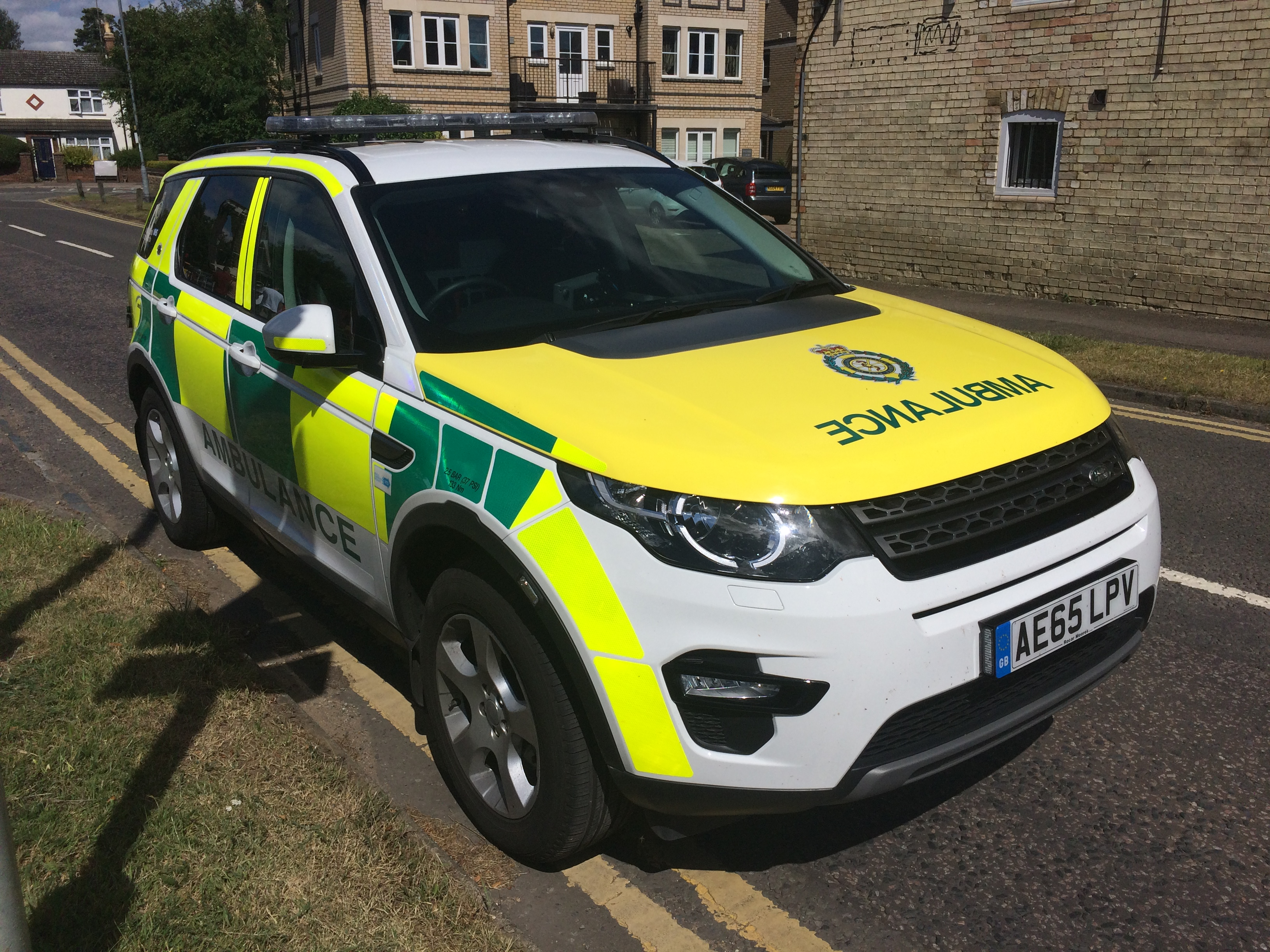
用于值班人员快速响应的路虎发现神行

## 统计和资源

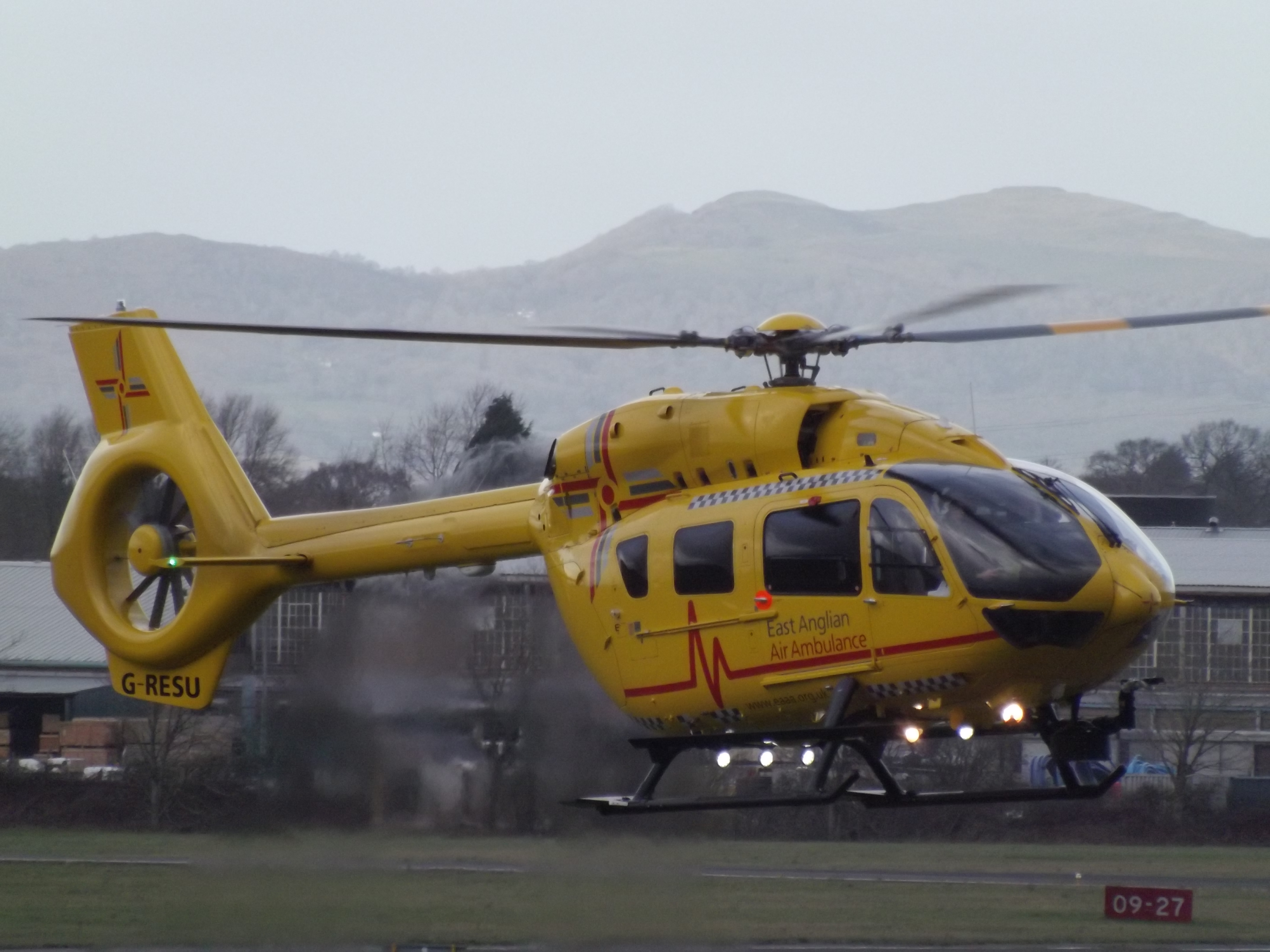
位于剑桥和诺里奇的东英吉利空中救护车的直升机。

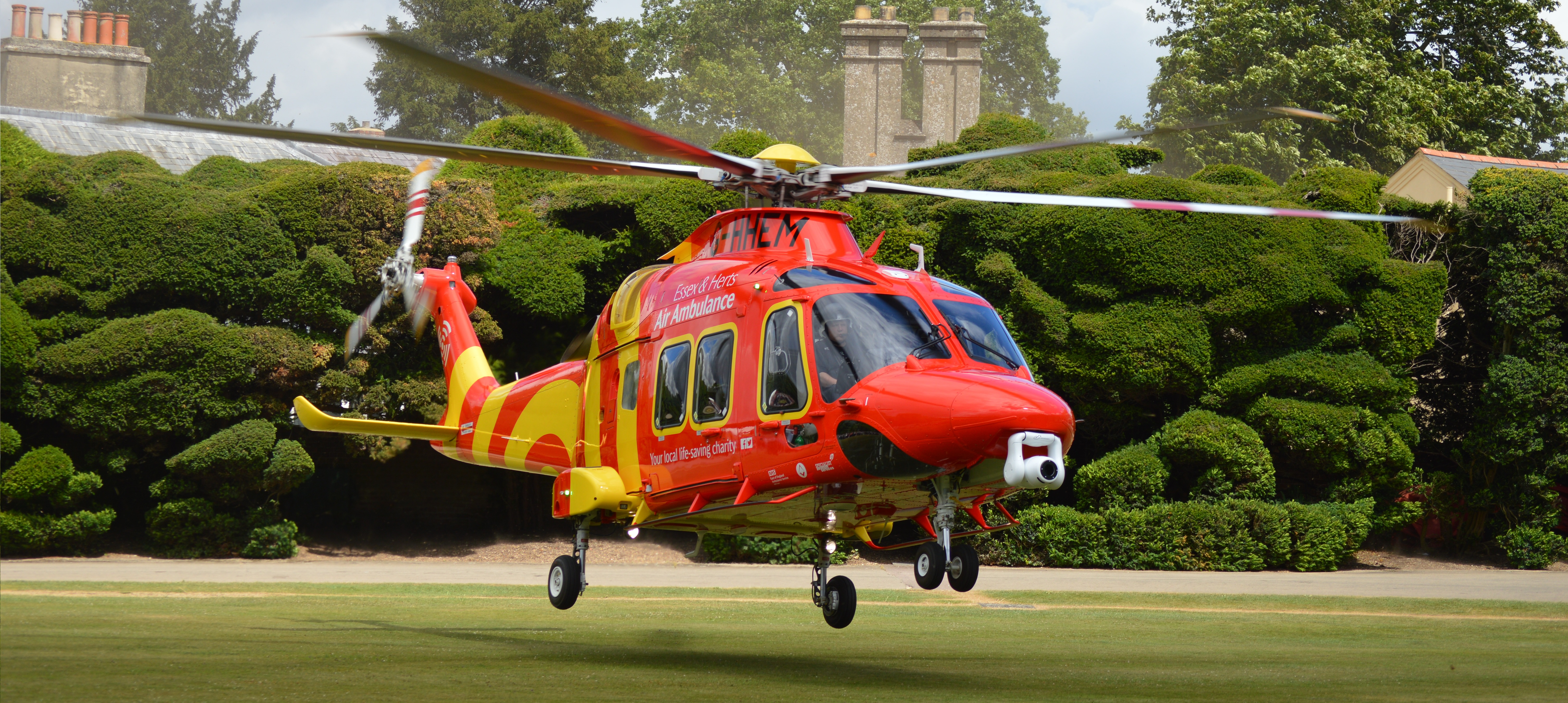
G-HHEM（North Weald ）和G-EHEM（Earls Colne ）可以从Essex＆Herts空中救护车派遣

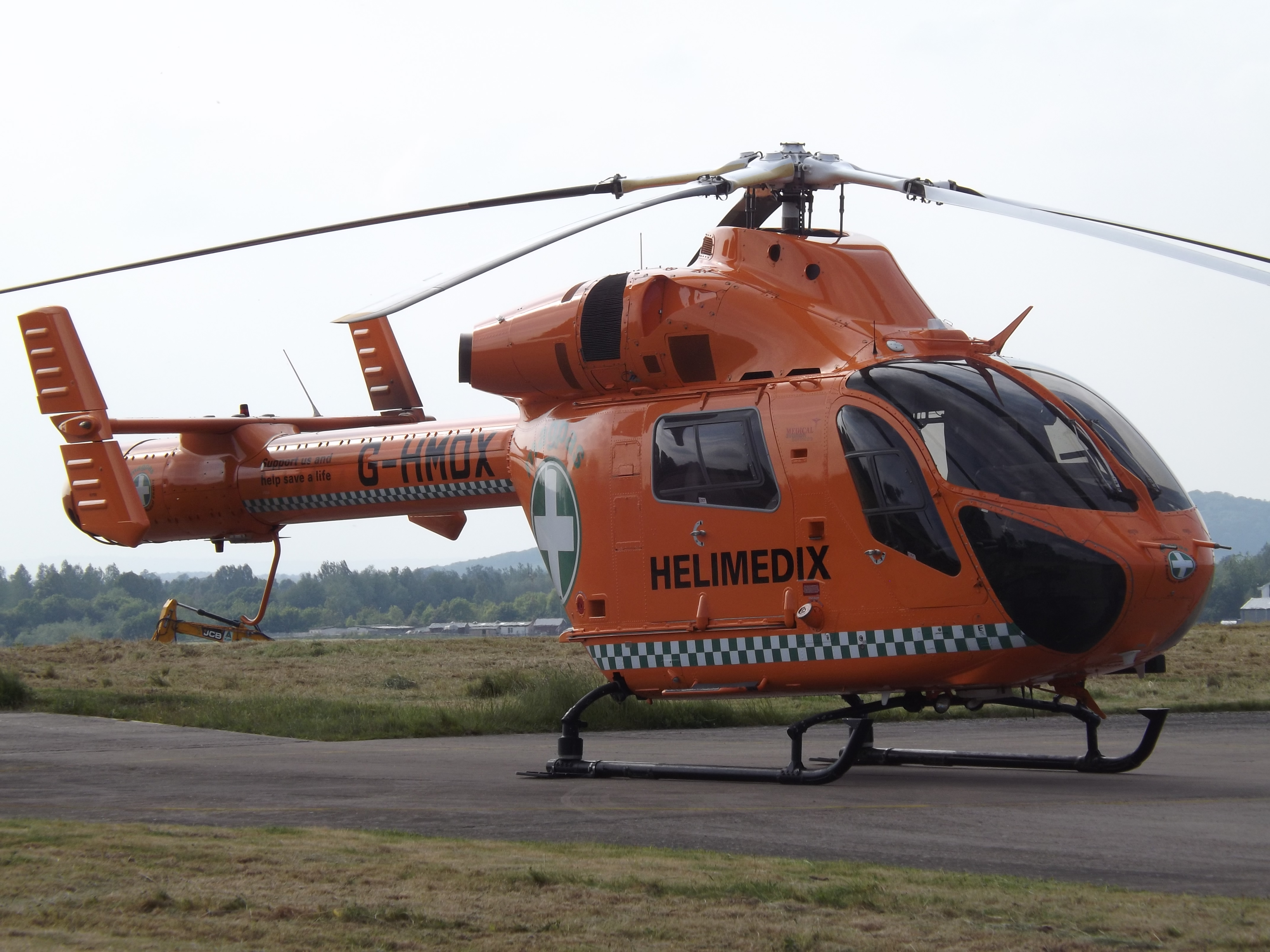
Magpas空中救护车位于RAF Wyton

在2015/16年度，该服务机构收到1,037,119紧急电话，处理了500,620非紧急病人的运输旅程。在八分钟之内，该信任达到了紧急Red 1呼叫的73.6％，在八分钟之内达到了紧急Red 2呼叫的69.4％。
EEAST拥有4,000多名员工，约有1,500名志愿者。
截至2016年7月，该机构拥有以下运作中的资源：
- 357辆前线紧急救护车
- 201辆记录的快速响应车辆（RRV）
- 164辆非紧急救护车（患者运输服务-PTS）
- 52辆重大事件支持车
- 超过130个救护站和响应站
- 貝德福德，切爾姆斯福德和諾里奇的3个紧急行动中心（EOC控制室）

该机构拥有自己的紧急驾驶学校，该学校在配备有蓝灯和警报器的情况下为驾驶员提供999紧急驾驶培训。

### 车辆

#### A＆E救护车（双人救护车）
救护服务局仅将梅赛德斯Sprinter用作一线双乘救护车（DCA），只有一台Vauxhall Movano 4轮驱动车辆用于纽马克特赛马场 。2009年，该服务开始从包括福特，沃克斯豪尔和较旧的梅赛德斯汽车在内的众多其他品牌过渡到全新的仅Sprinter车队。该计划于2016年完成，当时交付了最后一辆全新的Sprinter，尽管许多老旧的摩托车到现在都已经终止了其使用寿命。2018年3月，四辆新车将在英格兰东部试用，其中一辆概念车专为信托设计并由救护服务局设计。
在2018年5月，该救护服务局购买了32辆由西米德兰兹救护车服务公司退役的5年使用旧车-称为“其他救护服务局的同事会送往报废场的抛弃的车辆”，并与高级管理人员使用的豪华车形成了对比。2017年提供。

#### 快速反应车辆
福特蒙迪欧斯和斯柯达明锐童军（4x4）是车队中最常见的。此外，路虎神行者和路虎发现神行的基地数量有限。一些路虎被用作高级官员车，以应对重大事件（例如 道路交通碰撞（RTC）和火灾）共同管理资源。

#### 患者运输服务
雷诺Masters和Vauxhall Movanos用于患者运输服务。这些车辆中的许多都装有蓝灯和警报器，用于高依赖性（重症监护和重症监护）转移。

#### 危险区域响应小组
危险区域响应小组的团队使用的是大众运输车和梅赛德斯奔驰斯宾特，它们均具有4x4的能力。新车队于2017年到达，在英格兰和威尔士的10辆救护车服务中将这些车辆标准化。它取代了路虎发现和依维柯。

#### 直升机
该救护服务局为该地区的3家当地慈善空中救护车提供重症监护护理人员（CCP）：Magpas，Essex＆Herts空中救护车和East Anglian空中救护车 。这些护理人员与医生（从NHS医院借调的医生）一起在事故现场进行高级治疗。尽管该服务使用空中救护车，但并未为这些机构提供资金。

### 员工组成[9]
按照临床技能的顺序（最高=最低技能，最低=最高技能） 
斜体字表示专家

#### 应急人员
- 中级救护车从业人员，急救人员或急救助理
- 学生护理人员（一年级/第二年）
- 助理救护人员
- 紧急医疗技术员
- 高级紧急医疗技术员
- 学生护理人员（三年级）
- 医护人员
- 高级护理人员，可以独立开处方，允许患者留在家中
- 值班地区官员（具有偶尔响应能力的医务人员）
- 重症监护护理人员
- 紧急和紧急护理专家（SPUC）

#### 患者转运服务
- 患者转运司机
- 救护车助理

#### 紧急行动中心（EOC）
- 接线员
- 调度员

### 患者运输服务
私人提供者Private Ambulance Service Ltd投入后，该机构于2018年2月接管了赫特福德郡和贝德福德郡的病人运输服务。合同为期两年。

## 表现
在2013-14年度，服务局未能实现其在剑桥郡和彼得伯勒的所有目标。在8分钟内满足了75％的目标，即“红色1呼叫”中立即威胁生命的情况达到了73.6％。在8分钟内，有69.4％的“红色2通话”可能会危及生命，但对时间的要求不高，却对75％的目标做出了回应。在诺福克北部，一个月内的快速反应率低至25％。根据临床调试小组的说法，“与上年相比，地区和地方整体上都在恶化”。2014年8月，服务局因这些失败而被罚款120万英镑。它还在医院的周转时间被罚款300,000英镑。罚款是在2014年4月至7月之间产生的。EEAST每年处理900,000多个紧急999电话，该公司表示正在招聘数百名新员工并投资新的救护车。在2014年11月的一份声明中，首席执行官安东尼·马什（Anthony Marsh）将EEASTS持续未能达到其紧急响应时间目标归咎于人员短缺。承认服务仍然“不够好”，他说已经取得了“重大进展”；自2014年1月以来，已经招募了536名学生护理人员和另外69名研究生，合格的护理人员和急诊医疗技术人员 
2014年10月，EEAST在当地一家报纸上发表声称前一个月在剑桥郡伊利站的垃圾箱旁遗留尸体的声明表示歉意。首席执行官安东尼·马什（Anthony Marsh）说，该服务局“对发生的一切感到非常抱歉”，并已开始进行“彻底调查”。EEAST的一位发言人证实，调查涉及“一名死者的运输”，但他说，由于进行中的调查，他无法进一步发表评论。发表声明的报纸说，是在与吹哨人接洽后才这样做的。
该机构被指控在2017年7月将患者安全置于危险之中，原因是“固定”达到了响应时间目标，使用了一种称为“停止计时”的做法-在目标时间内将快速响应工具发送给呼叫，让患者等待更长的时间才能到达救护车。
据举报人称，航班延误导致至少19名患者死亡，并在2018年1月对21多人造成了严重伤害。一名被送往诺福克和诺里奇大学医院的病人，在救护车后面被送往那里等待了四个半小时，然后在大楼内被医生看了。2018年1月与NHS英格兰和NHS改进举行了一次峰会。宣布将“采取措施改善高峰时段的人员配备，包括采取行动通过流感疫苗接种和审查信托的休假政策来改善员工的健康”，并将雇用更多车辆。会议结束后，諾曼·蘭博指控信托董事误导国会议员，几名国会议员表示对信托的领导层不信任。
该机构是英格兰在最紧急响应时间内表现最差的基金之一，并且由于人员短缺，正在考虑雇用军事驾驶员和志愿者驾驶员。在2018年8月提出的限制员工休假的提议在11月12日至1月12日期间受到了风暴般的抗议。服务局有时有争议地决定要求一辆救护车来治疗两名患者。一位资深的服务局护理人员说：“这很绝望。我从没听过这样的话。护理人员可能会有一名临床上稳定的患者，但是如果该患者变得不稳定并且您可能和两名不稳定患者一起坐在现场，您该怎么办？ 您是否将其中之一与设备分开？你选谁？”
该机构在2018年表示，它将需要100多名护理人员来满足新的救护车的配备要求。每年可能要花费500万英镑。NHS英格兰的中部和东部地区主管于2018年11月表示关切，该信托为了满足其目标而将第4类呼叫优先处理，以牺牲更多临床上急诊的患者为代价，并且该服务局的冬季计划不足。

### 外包
2019年，护理质量委员会报告称，由于能力不足，救护车服务依赖私人提供者。该信托在2018/19年度花费950万英镑使用私人救护车处理999和非紧急工作，是上一年支出的两倍。